# Kamtschatkasamtente
Die Kamtschatkasamtente (Melanitta stejnegeri) ist eine große Art der Meerenten. Sie wird auch als Asiatische Samtente bezeichnet.

## Merkmale und Lebensweise
Die Kamtschatkasamtente wird 50 bis 58 cm lang und 1200 bis 1700 g schwer. Die Flügelspannweite liegt zwischen 86 und 99 cm. Der Schnabel ist rot und am Oberschnabel distal gelb. Die Kamtschatkasamtente wird der Untergattung Melanitta zugeordnet zu der auch die drei Arten M. fusca, M. deglandi und M. perspicillata zählen. Zu ihren charakteristischen Merkmalen zählen u. a. 14 Schwanzfedern, wohingegen bei der Untergattung Oidemia 16 vorhanden sind.
Die Nahrung der Kamtschtkasamtente besteht hauptsächlich aus Mollusken und Krustentieren, nach denen sie taucht. Darüber hinaus frisst sie auch Würmer, Flohkrebse, kleine Fische und Insekten sowie in ihren Brutgebieten teilweise auch Pflanzenmaterial. Die Kamtschatkasamtente brütet ab Mitte Mai in einzelnen Paaren oder kleinen Gruppen. Die Nester bestehen aus flachen Vertiefungen am Boden in hohem Gras, unter Büschen und  zwischen Hügeln. Sie befinden sich nur selten weiter als 100 Meter vom Wasser entfernt.

## Systematik
Die Art wurde 1887 zuerst von dem US-amerikanischen Ornithologen Robert Ridgway unter dem wissenschaftlichen Namen Oidemia stejnegeri und dem englischen Namen Stejneger’s scoter zu Ehren des Ornithologen Leonhard Stejneger beschrieben.  Dann wurde sie lange als Unterart der Höckersamtente eingestuft. Erst 2019 wurde die Kamtschatkasamtente in der IOC World Bird List als eigene Art gelistet.

## Verbreitung
Die Kamtschatkasamtente brütet im hohen Norden Asiens östlich des Jenissei-Beckens. Sie überwintert weiter südlich in den gemäßigten Zonen in Asien bis nach China. An geeigneten Küstengewässern bildet sie große Schwärme. Diese sind dicht gedrängt, und die Vögel neigen dazu, gemeinsam abzuheben. In Deutschland wurde die Kamtschatkasamtente erstmals am 16. Januar 2017 nordwestlich von Rügen in AWZ Adlergrund von einem Forschungsschiff aus beobachtet. Die IUCN stuft die Art als „nicht gefährdet“ (least concern) ein.